# Rhytipterna
A Rhytipterna a madarak (Aves) osztályának verébalakúak (Passeriformes) rendjébe és a királygébicsfélék (Tyrannidae) családjába tartozó nem.

## Rendszerezésük
A nemet Heinrich Gottlieb Ludwig Reichenbach német botanikus és ornitológus írta le 1850-ben,  az alábbi fajok tartoznak ide:
- rozsdás siratómadár (Rhytipterna holerythra)
- Rhytipterna simplex
- Rhytipterna immunda[2]

## Előfordulásuk
Mind a három faj Dél-Amerikában honos, egy pedig még Mexikóban és Közép-Amerikában is megtalálható. Természetes élőhelyeik a szubtrópusi vagy trópusi síkvidéki esőerdők, mocsári erdők, szavannák és cserjések. Állandó, nem vonuló fajok.

## Megjelenésük
Testhosszuk 19-21 centiméter körüli.